# 切姆里西克 (巴爾區)
49°2′46″N 27°35′8″E / 49.04611°N 27.58556°E
切姆里西克（烏克蘭語：Чемериське），是烏克蘭的村落，位於該國西南部文尼察州，由日梅林卡區負責管轄，始建於1964年，面積1.3平方公里，海拔高度342米，2001年人口562，人口密度每平方公里432.31人。